# Denis Mihai
Denis Florin Mihai (Bacău, 2 de enero de 2003) es un deportista rumano que compite en lucha grecorromana.
Ganó una medalla de bronce en el Campeonato Mundial de Lucha de 2024 y dos medallas de bronce en el Campeonato Europeo de Lucha, en los años 2023 y 2024.

## Palmarés internacional
| Campeonato Mundial | Campeonato Mundial | Campeonato Mundial | Campeonato Mundial |
| Año                | Lugar              | Medalla            | Categoría          |
| ------------------ | ------------------ | ------------------ | ------------------ |
| 2024               | Tirana (Albania)   | Medalla de bronce  | 55 kg              |
| Campeonato Europeo |                    |                    |                    |
| Año                | Lugar              | Medalla            | Categoría          |
| 2023               | Zagreb (Croacia)   | Medalla de bronce  | 55 kg              |
| 2024               | Bucarest (Rumania) | Medalla de bronce  | 55 kg              |